# 2DK、Gペン、目覚まし時計。
『2DK、Gペン、目覚まし時計。』（にディーケージーペンめざましどけい）は、大沢やよいによる日本の漫画作品。『コミック百合姫』（一迅社）にて、2015年3月号から2018年12月号まで連載された。全8巻。
2017年、コミックシーモア開催の「みんなが選ぶ!! 電子コミック大賞 2018」の推薦作品に選出。2021年1月15日より本作のLINEスタンプが発売されている。

## あらすじ
仕事も家事もそつなくこなす博多出身のOL・香月奈々美は、漫画家を目指すヒモ女・藤村かえでとひょんなことから同居を始める。

## 登場人物
香月奈々美（かづき ななみ）
家事も仕事もそつなくこなすOL。25歳。プライベートでは博多弁。地元に彼氏を置いて上京し、藤村かえでと出会い同居を始める。
藤村かえで（ふじむら かえで）
漫画家を目指す27歳。生活能力が無く、まともな収入もないヒモ女。偶然出会った、上京したばかりの香月奈々美に同居を持ちかける。
城山恋由姫（しろやま こゆき）
藤村かえでの漫画家仲間であり良きライバル。ペンネームは「黒姫雪蘭(くろひめゆら)」。壁サーの姫。
谷原侑子（たにはら ゆうこ）
香月奈々美の勤めている会社の派遣社員。25歳。ルー大柴を彷彿とさせるカタカナ混じりの言葉遣いをするため、香月奈々美は「ルー子さん」と心の中で呼んでいる。何事にも意識が高い。
辻堂葵（つじどう あおい）
藤村かえでの元同居人。香月奈々美の仕事の取引先で働いている。京都出身。

## 商業的評価
週間単行本売り上げランキングCOMIC ZIN調べで、単行本第1巻が2015年6月15日から6月21日までで第9位を獲得。

## 書誌情報
- 大沢やよい『2DK、Gペン、目覚まし時計。』一迅社〈百合姫コミックス〉、全8巻
  1. 2015年6月18日発売[1][6]、ISBN 978-4-7580-7434-6
  2. 2015年12月18日発売[7]、ISBN 978-4-7580-7506-0
  3. 2016年7月16日発売[8]、ISBN 978-4-7580-7568-8
  4. 2017年2月17日発売[9]、ISBN 978-4-7580-7646-3
  5. 2017年7月18日発売[10][11]、ISBN 978-4-7580-7708-8
  6. 2017年11月16日発売[12]、ISBN 978-4-7580-7749-1
  7. 2018年5月18日発売[13]、ISBN 978-4-7580-7811-5
  8. 2018年12月18日発売[14]、ISBN 978-4-7580-7892-4